# 钝叶树棉
钝叶树棉（学名：Gossypium arboreum var. obtusifolium）为锦葵科棉属下的一个变种。

## 扩展阅读
- 維基物種上的相關：钝叶树棉